# پیست اسکی کاکان
پیست اسکی کاکان در استان کهگیلویه و بویراحمد ایران واقع شده آست.
این پیست در دامنه‌های رشته کوه زاگرس قله دنا در ۱۸ کیلومتری شهر یاسوج نزدیک به دهستان کاکان واقع شده‌است.
دهستان کاکان داری چندین روستا می‌باشد.
مرکز دهستان کاکان روستای منصورخانی می‌باشد.
محل این پیست جنب منطقه آب نهر است. پیست اسکی کاکان یاسوج اولین پیست اسکی کشور است که مجهز به سوخت گاز شده‌است.

## مشخصات
- ارتفاع ۲۶۰۰ متر
- طول مفید پیست ۶۰۰ متر
- عرض مفید پیست ۱۵۰۰ متر
- نوع دستگاه بالابر: تله‌اسکی بشقابی
- تسهیلات: خوابگاه و رستوران
- فصل برفی: از اوایل دی‌ماه تا اواخر اسفندماه
- بیشینه عمق برف: ۳/۵متر[۳]